# Saint-Imier
Saint-Imier (Duits (verouderd): Sankt Immer) is een gemeente en plaats in het Zwitserse kanton Bern, en maakt deel uit van het district Jura bernois.
Saint-Imier telt 4.949 inwoners.

## Geboren
- Denise Bindschedler-Robert (1920-2006), hooglerares, advocate en rechter in het Europees Hof voor de Rechten van de Mens
- Daniel Jeandupeux (1949-), voetballer en voetbalcoach
- Élisabeth Baume-Schneider (1963-), politica